# Pouldergat
Pouldergat (tiếng Breton: Pouldregad) là một xã của tỉnh Finistère, thuộc vùng Bretagne, miền tây bắc Pháp.

## Dân số
Người dân ở Pouldergat được gọi là Pouldergatois.